# La Ribera Park
La Ribera Park är en park i Spanien.   Den ligger i provinsen Provincia de La Rioja och regionen La Rioja, i den norra delen av landet, 250 km norr om huvudstaden Madrid. La Ribera Park ligger 371 meter över havet.
Terrängen runt La Ribera Park är platt österut, men västerut är den kuperad. La Ribera Park ligger nere i en dal. Runt La Ribera Park är det tätbefolkat, med 683 invånare per kvadratkilometer. Närmaste större samhälle är Logroño, 1,5 km väster om La Ribera Park. Trakten runt La Ribera Park består till största delen av jordbruksmark.